# Raveniopsis paruana
Raveniopsis paruana är en vinruteväxtart som först beskrevs av Richard Sumner Cowan, och fick sitt nu gällande namn av R. S. Cotoan. Raveniopsis paruana ingår i släktet Raveniopsis och familjen vinruteväxter. Inga underarter finns listade i Catalogue of Life.